# Pic Kiama
Pic Kiama är ett berg på gränsen mellan Kongo-Brazzaville och Kongo-Kinshasa, mer specifikt departementet Niari och provinsen Kongo-Central. Det ligger 220 km väster om Brazzaville. Toppen på Pic Kiama är 747 meter över havet.
Nära Pic Kiama möts Shiloangos, Niaris och Kongoflodens avrinningsområden. Gränsen mellan Belgiska och Franska Kongo fastställdes 1908 längs Shiloango och därefter längs vattendelaren mellan Niari och Kongofloden.